# Kato Masaru
Masaru Kato (加藤 大 Katō Masaru,  sinh ngày 7 tháng 5 năm 1991) là một cầu thủ bóng đá người Nhật Bản thi đấu ở vị trí tiền vệ.

## Sự nghiệp
Sinh ra ở Fukuoka, Kato ký hợp đồng với Albirex Niigata vào tháng 9 năm 2009, gia nhập từ Học viện Mitsubishi Yowa. Anh có màn ra mắt ngày 11 tháng 9 năm 2010 ở trận đấu tại J. League trước Gamba Osaka tại Big Swan, và Albirex thất bại 1–2.
Anh đại diện đội tuyển quốc gia Nhật Bản ở nhiều cấp độ trẻ khác nhau.

## Thống kê câu lạc bộ
Cập nhật đến ngày 23 tháng 2 năm 2018.
| Thành tích câu lạc bộ | Thành tích câu lạc bộ | Thành tích câu lạc bộ | Giải vô địch | Giải vô địch | Cúp                   | Cúp                   | Cúp Liên đoàn         | Cúp Liên đoàn         | Tổng cộng | Tổng cộng |
| Mùa giải              | Câu lạc bộ            | Giải vô địch          | Số trận      | Bàn thắng    | Số trận               | Bàn thắng             | Số trận               | Bàn thắng             | Số trận   | Bàn thắng |
| Nhật Bản              | Nhật Bản              | Nhật Bản              | Giải vô địch | Giải vô địch | Cúp Hoàng đế Nhật Bản | Cúp Hoàng đế Nhật Bản | Cúp Hoàng đế Nhật Bản | Cúp Hoàng đế Nhật Bản | Tổng cộng | Tổng cộng |
| --------------------- | --------------------- | --------------------- | ------------ | ------------ | --------------------- | --------------------- | --------------------- | --------------------- | --------- | --------- |
| 2010                  | Albirex Niigata       | J1 League             | 4            | 0            | 2                     | 0                     | 0                     | 0                     | 6         | 0         |
| 2011                  | Albirex Niigata       | J1 League             | 2            | 0            | 1                     | 0                     | 0                     | 0                     | 3         | 0         |
| 2012                  | Ehime FC              | J2 League             | 19           | 2            | 0                     | 0                     | -                     | -                     | 19        | 2         |
| 2013                  | Ehime FC              | J2 League             | 42           | 9            | 1                     | 0                     | -                     | -                     | 43        | 9         |
| 2014                  | Albirex Niigata       | J1 League             | 6            | 0            | 0                     | 0                     | 4                     | 0                     | 10        | 0         |
| 2015                  | Albirex Niigata       | J1 League             | 20           | 1            | 0                     | 0                     | 5                     | 0                     | 25        | 1         |
| 2016                  | Albirex Niigata       | J1 League             | 28           | 0            | 2                     | 0                     | 5                     | 0                     | 35        | 0         |
| 2017                  | Albirex Niigata       | J1 League             | 33           | 1            | 2                     | 1                     | 3                     | 0                     | 38        | 2         |
| Tổng                  | Tổng                  | Tổng                  | 154          | 13           | 8                     | 1                     | 17                    | 0                     | 179       | 14        |